# Gottlieb Daimler

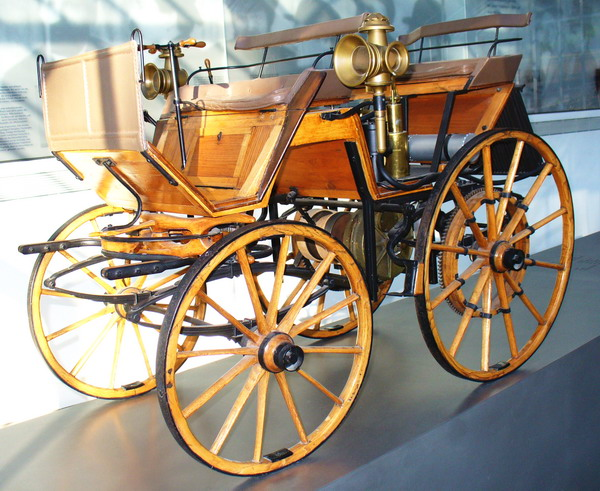
Daimlers ombyggda hästdroska från år 1886 (replik).

Gottlieb Wilhelm Daimler, egentligen Däumler, född 17 mars 1834 i Schorndorf, Württemberg, död 6 mars 1900 i Cannstatt (idag en stadsdel i Stuttgart), Württemberg, var en tysk ingenjör, konstruktör och industriman.
Efter fullföljd realskola utbildade sig Daimler till vapensmed och efter avlagt gesällprov började han 1853 arbeta vid en maskintillverkare i Alsace. År 1857 lämnade han firman för att studera maskintillverkning vid Polytekniska skolan i Stuttgart, varifrån han utexaminerades 1859.
Efter studierna och ett antal studieresor vid verkstäder i England och Frankrike anställdes Daimler vid metallvarufabriken Straub (idag WMF) i Geislingen som konstruktör. År 1867 blev Daimler chef för en fabrik i Reutlingen, där han träffade Wilhelm Maybach, som sedan kom att vara hans assistent och medhjälpare under 1800-talets slut.
År 1869 övertog Daimler ledningen för en verkstad i Karlsruhe och tre år senare flyttade han till motortillverkaren Deutz och övertog där ledningen efter Nikolaus Otto, konstruktören av Ottomotorn. Tillsammans med Maybach utvecklade Daimler motorn och åstadkom en ökning av tillverkningen från några få exemplar till en serietillverkning. Under Daimlers ledning växte Deutz från att ha varit en relativt liten firma till ett redan på den tiden stort företag. Bolaget hade en omsättning av nästan 1,3 miljarder euro (cirka 12 miljarder SEK) året 2020.
Efter en kontrovers med Otto lämnade Daimler och Maybach Deutz och grundade 1882 i Cannstatt en verkstad för försöksverksamhet och utveckling, med avsikt att åstadkomma en förbränningsmotor, som var användbar i fordon såväl till lands, till sjöss som i luften. Redan efter ett år tillkännagav en färdig encylindrig fyrtaktsmotor. År 1885 hade de producerat en så kallad Reitwagen, att likna vid en motorcykel med stödhjul.
Följande år, 1886, monterades motorn in i en hästdroska, en båt och en spårvagn. Vid världsutställningen i Paris 1889 presenterade Daimler en vagn, som drevs av en bensinmotor. Ungefär vid samma tid konstruerade Carl Benz sin första automobil.
Daimlers verkstad hamnade i ekonomiska svårigheter på grund av för liten försäljning, trots att man lyckats få Panhard-Levassor och Peugeot att gå in som intressenter, och för att sanera verksamheten bildade Daimler 1890 ett aktiebolag med sig själv och Maybach samt två andra entreprenörer som delägare – Daimler-Motoren-Gesellschaft. Det tycks som om Daimler hade lätt för att komma i konflikt med andra och 1893 lämnade han bolagets ledning, men under tiden hade han och Maybach utvecklat en tvåcylindrig radmotor.
År 1899 lät han Maybach bygga en tävlingsbil, som fick namnet Mercedes efter dottern till Daimlers kund och agent Emil Jellinek, som också kom att bli bilens förare. År 1926 skapades Daimler-Benz genom att Daimler-Motoren-Gesellschaft gick samman med Benz & Cie..
År 1993 bytte den största idrottsarenan i Stuttgart, Neckarstadion, namn till Gottlieb-Daimler-Stadion.